# Wagner Lopes
Wagner Augusto Lopes (Franca, 29 gennaio 1969) è un allenatore di calcio ed ex calciatore brasiliano naturalizzato giapponese, attuale tecnico del Luverdense.

## Carriera

### Club
Nato e cresciuto in Brasile, Lopes inizia la sua carriera nel San Paolo, ma nel 1987, a 18 anni, decide di provare a fare fortuna in Giappone. Si trasferisce quindi nel Nissan Motors, dove trascorre un periodo di tre anni fino al 1990, e a 21 anni passa al Hitachi fino al 1994, dove diventa un attaccante molto prolifico segnando 85 reti in 96 partite. Le stagioni successive Lopes migliora le proprie prestazioni segnando 67 reti in 60 partite nel Honda Motor tra il 1995 e il 1996. Nel 1996 si trasferisce nel Club Verdy Kawasaki, andando ad arricchire il già ottimo reparto avanzato che comprendeva Kazuyoshi Miura (ex Genoa) e Ruy Ramos, anch’egli calciatore di origine brasiliana ma naturalizzato giapponese.

### Nazionale
Non venendo convocato dal Brasile, Lopes aspetta di prendere la cittadinanza giapponese, che arriva nel 1997 con la conseguente chiamata in Nazionale di calcio giapponese. Partecipa al campionato del mondo 1998 e alla Copa América 1999, a cui il Giappone aveva partecipato in qualità di invitata, e riesce a segnare. Proprio nel 1999 si chiude la sua esperienza in nazionale, mentre nel 2002 decide di terminare la carriera calcistica da giocatore.

### Allenatore
Dal 1º febbraio 2011 al 30 novembre 2011 è stato allenatore del Paulista Futebol Clube. Dal 1º gennaio 2012 al 25 marzo 2012 è stato allenatore del Gamba Osaka

## Palmarès

### Giocatore

#### Club

##### Competizioni statali
- Campionato paulista: 2

San Paolo: 1985, 1987

##### Competizioni nazionali
- Campionato brasiliano: 1

San Paolo: 1986
- Coppa dell'Imperatore: 1

Nagoya: 1999

#### Individuale
- Capocannoniere della Coppa J. League: 2

1999 (4 gol), 2001 (4 gol, a pari merito con Shōji Jō, Tatsuhiko Kubo, Masanobu Matsunami, Masashi Nakayama e Tuto)

### Allenatore
- Copa Paulista: 1

Paulista: 2011
- Campionato Goiano: 1

Atlético Goianiense: 2019